# نبيل بلحاج
نبيل بلحاج ولد بتونس عام 1979، رسام تونسي. تخرج من المعهد العالي للفنون بتونس عام 1998، اختصاص فن وتواصل (جرافيك ديزاين). وهو يرسم للأطفال والكاريكاتور والبورتريه وأغلفة الكتب. وهو يمتهن الرسم حيث يرسم تحت الطلب.

## وصلة خارجية
نبيل بلحاج : الكلمة مجردة أما الرسمة فهي معلومة الشكل واللون